# Adrián Annus
Adrián Annus (Szeged, 28 juni 1973) is een Hongaarse kogelslingeraar. Hij nam driemaal deel aan de Olympische Spelen, maar werd bij de laatste gelegenheid wegens dopinggebruik gediskwalificeerd.

## Loopbaan
Annus groeide op in Gyula en verhuisde later naar Szombathely. Zijn eerste internationale prestatie leverde hij in 1992, toen hij elfde werd op het WK voor junioren in Seoel. In 1998 werd hij achtste bij het kogelslingeren op de Europese kampioenschappen in Boedapest.
Zijn internationale doorbraak met kogelslingeren maakte Annus in 2001, toen hij de Grand Prix wedstrijd in Osaka won. In 2002 werd hij in het Duitse München Europees kampioen. Op het WK van 2003 in Parijs behaalde hij een zilveren medaille achter de Wit-Rus Ivan Tsichan (goud) en voor de Japanner Koji Murofushi (brons).
Adrián Annus deed driemaal mee aan de Olympische Spelen. In 1996 en 2000 wist hij zich met respectievelijk 72,58 m en 75,41 niet te plaatsen voor de finale. Op de Olympische Spelen van 2004 in Athene won hij de kogelslingerwedstrijd. Zijn gouden medaille werd hem echter ontnomen, toen men ontdekte dat zijn ingeleverde urine van verschillende mensen afkomstig was. Direct na de wedstrijd in Athene weigerde hij ook al de dopingcontrole, wat op zichzelf al genoeg was voor diskwalificatie. De Japanner Koji Murofushi werd daarom tot winnaar uitgeroepen en Annus werd voor twee jaar geschorst. Ook zijn teamgenoot Róbert Fazekas (discuswerpen) werd geschorst.
Adrián Annus wilde de maanden erop de olympische medaille niet teruggeven. Toen het Internationaal Olympisch Comité druk zette op het Hongaars Olympisch Comité, gaf hij de medaille uiteindelijk terug.

## Titels
- Europees kampioen kogelslingeren - 2002
- Hongaars kampioen kogelslingeren - 1996, 2002, 2003, 2004

## Persoonlijke records
| Onderdeel      | Prestatie | Datum            | Plaats      |
| -------------- | --------- | ---------------- | ----------- |
| kogelstoten    | 16,87 m   | 1999             |             |
| discuswerpen   | 50,16 m   | 1995             |             |
| kogelslingeren | 84,19 m   | 10 augustus 2003 | Szombathely |

## Palmares
- 1996: 28e OS - 72,58 m
- 1998: 8e EK - 77,29 m
- 2000: 17e OS - 75,41 m
- 2001: 9e WK - 78,10 m
- 2001:  Universiade - 77,73 m
- 2001:  Europacup B - 78,77 m
- 2002:  Europacup B - 81,81 m
- 2002:  EK - 81,17 m
- 2002:  Grand Prix - 80,03 m
- 2002:  Wereldbeker - 80,93 m
- 2003:  Wereldatletiekfinale - 82,10 m
- 2003:  WK - 80,36 m
- 2004: DSQ OS